# J. B. Priestley
John Boynton Priestley (n. 13 septembrie 1894, Bradford, Anglia, Regatul Unit al Marii Britanii și Irlandei – d. 14 august 1984, Stratford-upon-Avon, Anglia, Regatul Unit) a fost un romancier, dramaturg, scenarist și prezentator radio englez.
Anii petrecuți în Yorkshire se reflectă în mare parte din ficțiunea sa, în special în Prieteni de nădejde / The Good Companions (1929), care i-a adus primul succes la public. Multe dintre piesele sale de teatru au la bază tema călătoriei în timp, temă pe care a dezvoltat-o într-o nouă teorie a timpului, cu dimensiuni diferite care leagă trecutul, prezentul și viitorul.
În 1940, a realizat o serie de transmisiuni radio în scop de propagandă, care au fost apreciate pentru întărirea moralului civil în timpul Bătăliei Angliei. În anii următori, convingerile sale de stânga au provocat un conflict cu guvernul britanic deoarece în cadrul emisiunii pe care o realiza, Postcript, a criticat guvernul pentru că nu a implementat niciun program de reconstruire și refacere a societății, considerând că un nou început este fundamental pentru a nu se repeta aceleași greșeli.

## Educație și primele scrieri
Priestley s-a născut pe 13 septembrie 1894, pe strada Mannheim Road, nr. 34, în Manningham, loc pe care l-a descris drept o suburbie „extrem de respectabilă” a orașului Bradford. Tatăl său, Jonathan Priestley (1868-1924), a fost director de școală. Mama sa, Emma (născută Holt, 1865-1896), era fiica unui morar. Ea a murit când Priestley avea doar doi ani, iar tatăl lui s-a recăsătorit patru ani mai târziu. Priestley a fost educat la Belle Vue Grammar School, dar a abandonat studiile la 16 ani și s-a angajat funcționar debutant la Helm & Co., o firmă de lână din Swan Arcade, Bradford. În anii petrecuți la Helm & Co. (1910-1914) a început să scrie noaptea și a publicat articole în ziare locale și londoneze. Pentru multe dintre cărțile scrise după ce s-a mutat în sud, a apelat la amintirile din Bradford, precum în cazul romanelor O zi luminoasă / Bright Day și When We Are Married. La bătrânețe, Priestley a criticat tendința edililor de a distruge vechile clădiri în stil victorian din Bradford, precum Swan Arcade, primul lui loc de muncă.
Priestley s-a înrolat în armata britanică în timpul Primului Război Mondial, oferindu-se voluntar în Regimentul Ducelui de Wellington la 7 septembrie 1914 și fiind repartizat caporal în Batalionul 10 din Franța la 26 august 1915. A fost grav rănit în iunie 1916 când a fost îngropat de viu în șanț sub un morman de mortar. A petrecut multe luni în spitale militare și unități de recuperare, iar la 26 ianuarie 1918 s-a angajat ofițer în Regimentul Devonshire și a fost trimis în Franța la sfârșitul verii. În lucrarea considerată autobiografică, Margin Released: A Writer's Reminiscences and Reflections (1962), povestește cum a îndurat efectele nocive ale gazelor otrăvitoare, iar apoi a fost desemnat să supravegheze prizonierii germani de război, înainte de a fi lăsat la vatră la începutul anului 1919.
După serviciul militar, Priestley a urmat studii universitare la Trinity Hall, Cambridge. La vârsta de 30 de ani avea deja o reputație de eseist și critic. Romanul său Benighted (1927) a fost adaptat în filmul lui James Whale O noapte de groază / The Old Dark House (1932). În SUA romanul a fost publicat cu numele filmului.

## Carieră
Primul mare succes al lui Priestley a fost romanul Prieteni de nădejde / The Good Companions (1929), pentru care i-a fost decernat Premiul James Tait Black Memorial pentru ficțiune, fiind recunoscut la nivel național. Următorul roman, Fundătura îngerilor / Angel Pavement (1930), i-a onsolidat și mai mult cariera de romancier de succes. Cu toate acestea, unii critici nu au fost deloc încântați de creația sa literară, la un moment dat Priestley chiar amenințând că va lua măsuri legale împotriva lui Graham Greene, care, în romanul său Stamboul Train (1932), i-ar fi realizat un portret defăimător.
În 1934 a publicat jurnalul de călătorie English Journey, o relatare a ceea ce a văzut și auzit în călătoriile prin țară în timpul Marii Crize Financiare din Anglia.
În prezent, se consideră că Priestley a avut prejudecăți față de irlandezi, după cum reiese din English Journey: „S-au scris multe discursuri și cărți legat de ce a făcut Anglia Irlandei (...) Aș fi curios să aud un discurs și să citesc două, trei cărți despre ce a făcut Irlanda Angliei (...) dacă avem într-adevăr o Republică Irlandeză vecină și este posibil să îi returnăm cetățenii exilați, ce mare eliberare va fi în toate porturile vestice, de la Clyde până la Cardiff, ce splendidă scăpare de ignoranță și mizerie și beție și boală.”
Priestley a abordat un nou gen și a devenit la fel de celebru și ca dramaturg. Dangerous Corner (1932) a fost prima dintre multele piese care au captivat publicul teatrului din West End. Cea mai cunoscută piesă a sa este An Inspector Calls (1945). Piesele sale sunt mai variate ca ton și nuanțe decât romanele, unele fiind influențate de teoria timpului elaborată de J. W. Dunne, soldat și filosof britanic, care are un rol important în intrigile din Dangerous Corner (1932) și Time and the Conways.
În 1940, Priestley a scris un eseu pentru revista Horizon în care l-a criticat pe George Bernard Shaw pentru susținerea acordată lui Stalin: „Shaw presupune că prietenul lui Stalin are totul sub control. Ei bine, se prea poate ca Stalin să fi aranjat totul ca Shaw să fie în siguranță, dar noi ceilalți din Europa de Vest nu prea știm ce se va alege de soarta noastră, mai ales aceia dintre noi care nu împărtășim neobișnuita admirație a lui Shaw pentru dictatori”.
În timpul celui de-al Doilea Război Mondial, a transmis regulat pe psotul de radio BBC. Emisiunea lui, Postscript, difuzată duminică seara în 1940 și reluată în 1941, a înregistrat audiențe de 16 milioane, doar Churchill fiind mai popular printre ascultători. Graham Greene a scris că Priestley „a devenit, în lunile de după Dunkerque, un al doilea lider ca importanță, după domnul Churchill. Și ne-a dat ceea ce ceilalți lideri ai noștri nu au reușit să ne ofere întotdeauna - o ideologie.” Prin discursurile sale a îndemnat poporul britanic să respingă ideile naziste (5 iulie 1940), să se unească și să lupte împotriva pericolului reprezentat de nazism (7 iulie 1940), criticând totodată lipsa de implicare a guvernului britanic în viața socială (30 iunie 1940). Priestley a fost primul exemplu de personalitate radio în Anglia, din afara sferei politice, pe care ascultătorii îl urmăreau cu regularitate. Însă transmisiunile lui au fost anulate. În 2015, fiul lui Priestley a spus într-o discuție despre cea mai recentă carte publicată despre viața tatălui său că membrii cabinetului lui Churchill au provocat anularea, furnizându-i lui Churchill numai rapoarte negative despre aceste emisiuni.
Priestley a prezidat Comitetul din 1941, iar în 1942 a fost cofondator al Partidului Socialist Common Wealth. Conținutul politic al emisiunilor sale și speranțele sale că Marea Britanie va fi o țară nouă și diferită după război au influențat politica perioadei și au ajutat Partidul Laburist să obțină o victorie zdrobitoare la alegerile generale din 1945. Totuși, Priestley nu avea încredere în stat și în dogmă, deși a reprezentat membrii circumscripției Universității Cambridge în 1945.
Numele lui Priestley a fost inclus pe Lista lui Orwell, o listă cu nume pe care George Orwell a întocmit-o în martie 1949 pentru Departamentul de Cercetare Informațională (IRD), o unitate de propagandă înființată în cadrul Ministerului de Externe de către guvernul laburist. Orwell a considerat sau a suspectat că aceste persoane ar putea avea tendințe pro-comuniste și, prin urmare, nu sunt potriviți să scrie pentru IRD.
A fost membru fondator al Campaniei pentru Dezarmarea Nucleară în 1958.
În 1960, Priestley a publicat Literature and Western Man, un studiu de 500 de pagini despre toate genurile și formele literaturii occidentale din a doua jumătate a secolului al XV-lea până în prezent (ultimul autor despre care a discutat fiind Thomas Wolfe).
Interesul său pentru problema timpului l-a determinat să publice un eseu amplu cu titlul Omul și timpul / Man and Time în 1964, pe care Aldus l-a publicat ca material însoțitor pentru lucrarea lui Carl Jung Omul și simbolurile sale / Man and His Symbols. În carte, Priestley a explorat în profunzime diverse teorii și credințe despre timp, precum și propriile sale cercetări și concluzii unice, inclusiv o analiză a fenomenului precogniției, bazată parțial pe un eșantion de experiențe adunate de la publicul britanic, care a răspuns cu entuziasm la un apel televizat pe care l-a făcut în 1963, în cadrul unui interviu difuzat pe programul BBC Monitor.
Universitatea din Bradford i-a acordat lui Priestley titlul onorific de doctor în litere în 1970, iar în 1973 a primit diploma „Freedom of the City” (Libertatea orașului) în Bradford. Legăturile sale cu orașul au fost marcate și de denumirea Bibliotecii de la Universitatea din Bradford după numele său, pe care a inaugurat-o oficial în 1975, precum și de statuia impozantă, comandată de Consiliul orașului Bradford după moartea sa și care se află acum în fața Muzeului Național Media.

## Viața personală
Priestley a fost pasionat de muzica clasică, în special de muzica de cameră. Această preferință se reflectă într-o serie de lucrări ale sale, în special în romanul propriu preferat, Bright Day (Heinemann, 1946). Cartea sa Trumpets Over the Sea are subtitlul „o relatare divagată și egoistă a reprezentației Orchestrei Simfonice din Londra la Daytona Beach, Florida, în iulie-august 1967”.
În 1941, Priestley a jucat un rol important în organizarea și susținerea unei campanii de strângere de fonduri în numele Orchestrei Filarmonice din Londra, care se străduia să se impună ca instituție autonomă după retragerea lui Sir Thomas Beecham. În 1949, a avut loc premiera operei The Olympians de Arthur Bliss, cu un libret de Priestley.
În 1965 Priestley a refuzat șansa de a deveni membru pe viață al aristocrației engleze (life peer), iar în 1969 a refuzat ordinul Companion of Honour în 1969. În schimb, a devenit membru al Ordinului de Merit în 1977. De asemenea, a participat la conferințele UNESCO în calitate de delegat britanic.

### Căsătorii
Priestley a fost căsătorit de trei ori. În 1921, s-a căsătorit cu Emily „Pat” Tempest, o bibliotecară iubitoare de muzică din Bradford. Au avut două fiice: Barbara (cunoscută mai târziu ca arhitecta Barbara Wykeham) în 1923 și Sylvia (care a devenit designer sub numele de Sylvia Goaman prin căsătoria cu Michael Goaman) în 1924. În 1925, soția lui a decedat de cancer.
În septembrie 1926, Priestley s-a căsătorit cu Jane Wyndham-Lewis (fosta soție a jurnalistului D. B. Wyndham-Lewis, fără legătură cu artistul Wyndham Lewis); au avut împreună două fiice (Mary Priestley, terapeut muzical, concepută în 1924 când Jane era căsătorită cu D. B. Wyndham-Lewis și un fiu, editorul de film Tom Priestley). În timpul celui de-al Doilea Război Mondial, Jane a condus mai multe creșe rezidențiale pentru mamele evacuate și copiii lor, dintre care mulți proveneau din districte sărace. Mare parte din viață au locuit la The Grove, nr. 3, din Highgate, fosta casă a poetului Samuel Taylor Coleridge.
În 1953, Priestley a divorțat de a doua soție și s-a căsătorit cu arheologa și scriitoarea Jacquetta Hawkes, cu care a colaborat la piesa Dragon's Mouth.Ulterior, cei doi s-au mutat împreună în la Alveston, Warwickshire, lângă Stratford-upon-Avon.

### Deces
Priestley a murit de pneumonie pe 14 august 1984, cu o lună înainte de a împlini nouăzeci de ani.
Cenușa lui a fost îngropată în curtea bisericii Hubberholme, din Wharfedale, Yorkshire. Locația exactă a cenușii sale nu a fost niciodată făcută publică, fiind cunoscută doar de cele trei persoane prezente. Pe o placă din biserică este scris doar că cenușa lui este îngropată „în apropiere”. Există trei fotografii de la îngroparea cenușii, făcute de doctorul Brian Hoyle Thompson. El și soția lui au fost două dintre cele trei persoane prezente. Într-una din fotografii se vede clar placa de alamă de pe urna cu cenușă, pe care scrie J. B. Priestley.

## Moștenire
Priestley a început să-și depoziteze lucrările la Centrul Harry Ransom de la Universitatea Texas din Austin în 1960, de-a lungul vieții adăugând volumele ulterioare. Centrul a continuat să dezvolte colecția prin donații, cadouri și achiziții în limita posibilităților. În 2016, colecția cuprindea 23 de cutii, inclusiv manuscrisele originale ale multor dintre lucrările sale și un număr însemnat de scrisori.
Arhiva J. B. Priestley face parte din Colecțiile speciale ale Bibliotecii Universității din Bradford. Colecția include scenarii, fragmente de jurnal, prelegeri, decupaje din presă, corespondență, fotografii și obiecte precum pipa emblematică a lui Priestley. Majoritatea obiectelor au fost donate de Priestley Estate.